# 平和劇場 (ソウル特別市)
平和劇場（へいわげきじょう、朝鮮語: 평화극장、ピョンハクッチャン）は、かつて存在した大韓民国の映画館・劇場である。1930年（昭和5年）8月24日、日本統治時代の朝鮮の京城府鐘路（現在の大韓民国ソウル特別市鐘路区鐘路4街5番地）に芝居小屋ミナト座（ミナトざ）として開館、まもなく映画常設館に業態を変更した。1932年（昭和7年）には第一劇場（だいいちげきじょう、朝鮮語: 제일극장、チェイルクッチャン）と改称している。第二次世界大戦後も同名称であったが、朝鮮戦争中の1950年9月28日、林和秀が同館を買収、翌1951年8月24日に「平和劇場」と改称、林は同館を拠点に韓国映画界に君臨した。四月革命での暴力事件により、林が1961年12月21日に処刑されるとともに「平和劇場」の時代は終わった。経営者が変わり、韓一劇場（かんいちげきじょう、朝鮮語: 한일극장、ハニルクッチャン）と改称したが、1977年3月10日には閉館した。

## 沿革
- 1930年8月24日 - ミナト座として開館[3][7][8]
  - 同年11月22日 - 映画常設館に業態変更[3][8]
- 1932年 - 第一劇場と改称[1][2][5]
- 1935年3月23日 - 火災により閉館[10]、同年8月25日に営業再開[11]
- 1951年8月24日 - 平和劇場と改称[8]
- 1961年12月21日 - 経営者の林和秀が処刑される[8]
- 1962年 - 経営者が変わり、韓一劇場と改称[8]
- 1977年3月10日 - 閉館[8][9]

## データ
- 開館時の所在地 : 朝鮮京城府鐘路4丁目1番地[1][5]
  - 現在の大韓民国ソウル特別市鐘路区鐘路4街5番地 韓一ビルディングの位置

北緯37度34分17秒 東経126度59分59秒 / 北緯37.57139度 東経126.99972度
- 経営 : 
  1. ミナト帽子店 （1930年[7]）
  2. 尹昌淳興行部 （1930年[3]）
  3. 中外劇場 （1931年[4]）
  4. 平松秀章 （1940年代[5]）
  5. 林和秀 （1950年 - 1961年[8]）
  6. 韓一劇場 （1962年 - 1977年[8][9]）
- 構造 : 木造煉瓦二階建[8]
- 観客定員数 : 800名（1942年[5]）

## 概要

### 日本統治の時代
1930年（昭和5年）8月24日、日本が統治する朝鮮の京城府鐘路4丁目1番地（現在の大韓民国ソウル特別市鐘路4街5番地）に芝居小屋ミナト座として開館する。同地は「観商場」という寄席のような形態の小屋の跡地であった。同館は、同府本町（現在の同市忠武路）に存在したミナト帽子店の経営者が設立、経営した劇場である。館主はミナト座演劇部を設置して、実際の運営は、崔承一および羅雲奎に任せていた。同年10月3日、尹昌淳興行部直営の映画館になり、旧劇（歌舞伎）の劇場となったが、同年11月22日には映画常設館に業態変更している。翌1931年（昭和6年）12月には、中外劇場の直営館になり、演劇専門館に戻る。
1932年（昭和7年）には第一劇場と改称した。同年に出した同館の広告によれば、同館の入場料金は2種類あり、階上15銭・階下10銭（当時）の均一料金であり、「大衆料金」をセールスポイントにしていた。当時の同館の興行系統は松竹キネマ（のちの松竹）およびアメリカ映画等の輸入映画（洋画）であった。1934年（昭和9年）10月13日付の『東亜日報』にも、松竹キネマ作品の同館での上映について記されている。同館の平均入場料金は優美館より1銭安い14銭（1932年当時）であり、既定の最低料金は優美館と同じ10銭（当時）であった。朝鮮劇場および團成社では、平均入場料金はそれぞれ27銭および25銭（当時）であり、同館の料金は同府内の清渓川以北（北村）では最低ランクであり、入場者数も収益も、朝鮮劇場や團成社と比較して半分以下であったという。
1935年（昭和10年）3月23日、映写室から火が出て火災になり、200名あまりの観客は無事であったが、内部は全焼した。これにより一時閉館したが、改築されて同年8月25日には営業再開した。新しい映画館ではあったが、トーキー設備の導入には出遅れ、同年火災を機に完備された。したがって同館は、1930年代後半の同府内の映画館のなかでの位置づけは、優美館、東洋劇場、その他郊外の映画館らとともに「3等級館」であった。
1942年（昭和17年）に発行された『映画年鑑 昭和十七年版』によれば、同館の経営者は平松秀章、支配人も平松が兼務、観客定員数は800名と記されている。第二次世界大戦が始まり、戦時統制が敷かれ、日本におけるすべての映画が同年2月1日に設立された社団法人映画配給社の配給になり、映画館の経営母体にかかわらずすべての映画館が紅系・白系の2系統に組み入れられるが、同資料には同館の興行系統については記述されていない。

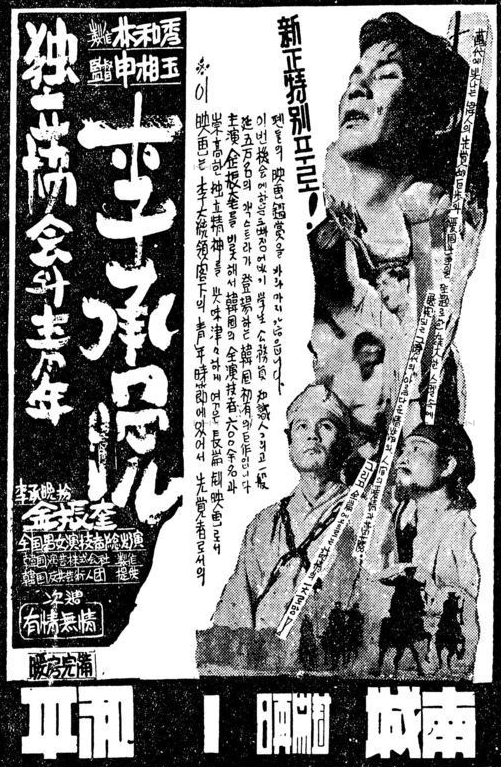
『独立協会の青年 李承晩』公開時の新聞広告。

### 解放後の時代
1945年（昭和20年）8月15日、第二次世界大戦が終了し、同年9月8日から1948年8月15日に大韓民国が建国されるまでの間は、在朝鮮アメリカ陸軍司令部軍政庁がこの地域を統治した。1950年9月28日、当時満26歳の林和秀（1924年 - 1961年）が同館を安価に払い下げ、翌1951年8月24日には平和劇場と改称、林は同館を拠点に韓国映画界に君臨した。1953年3月29日には、同館で李蘭影の楽団による歌劇『春香歌』『姉妹誕生』の公演が行われた記録がある。
林は韓国芸能株式会社を設立して映画製作を開始し、1957年10月16日には、林が製作者としてクレジットされた最初の作品『港の一夜』（朝鮮語: 항구의 일야、監督金火浪）をソウル市内の國都劇場で公開した。以降、19作の映画を製作している。1959年（昭和34年）12月5日には、林が製作し、申相玉が監督して李承晩を描いた『独立協会の青年 李承晩』（朝鮮語: 독립협회와 청년 리승만、日本未公開）を国際劇場・國都劇場で2館同時に公開し、翌1960年1月1日には、「新春特別プロ」として同館と城南劇場で同時に上映した際の広告が残っている（右写真）。同年3月10日にソウル市内の国際劇場で公開された映画『娘』（朝鮮語: 딸、監督金火浪）が、結果的には林が製作した最後の作品になった。
同年4月18日、高麗大学校の学生約3,500名のデモ隊を同館近辺で襲撃し、死傷者を出した「高麗大生襲撃事件」を同館の経営者であった林が指揮し、これが引き金となっていわゆる「四月革命」が勃発、同年4月27日には李承晩が大統領を辞職して亡命、崔仁圭ら政府サイド、林ら暴力団サイドも逮捕された。林は裁判の結果、死刑を宣告され、1961年12月21日には処刑されている。林の没後、妻が経営を継承したが、韓一劇場に経営が移り、同館は韓一劇場と改称した。1969年11月8日には、『黒山島娘』（朝鮮語: 흑산도 아가씨、監督權赫進、主演尹静姫）が同館のほかオスカー劇場（大邱広域市）、南大門劇場（ソウル特別市）、東洋劇場（同）、永寶劇場（同）で封切られている。
韓国映画に特化した映画館として経営継続されたが、1977年3月10日、経営難により閉館した。跡地には、1984年10月2日、地下3階・地上13階建の韓一ビルディングが竣工し、現在（2013年12月）に至る。

## ギャラリー

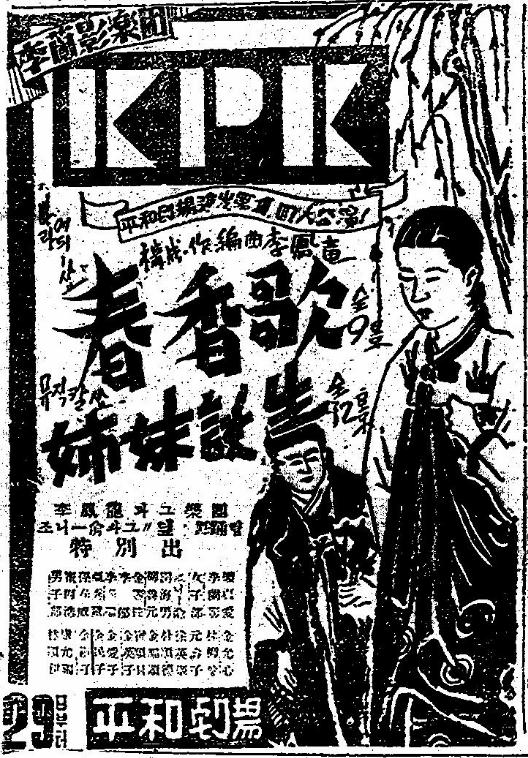
歌劇『春香歌』『姉妹誕生』公演時の新聞広告（1953年3月30日付）。
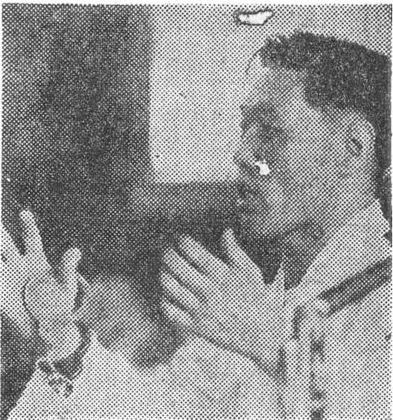
逮捕後の同館経営者林和秀（朝鮮語版）（1960年7月10日）。